# ابن بابل
ابن بابل هو فيلم دراما عراقي أنتج عام 2009، من إخراج وإنتاج محمد الدراجي، وتأليف مثال غازي. يروي الفيلم قصة أكثر من مليون مفقود في العراق، ويُعالج قضايا إنسانية واجتماعية تتعلق بالصراع والمعاناة في العراق. أعلنت شركة «بيراميديا» للإنتاج الإعلامي عن هذا الفيلم بعد الانتهاء من المراحل النهائية لفيلمها السابق «الرمال المتغيرة»، الذي عُرض في دور السينما العالمية.
اُختير الفيلم ليكون ممثل العراق في فئة أفضل فيلم بلغة أجنبية في حفل توزيع جوائز الأوسكار الثالث والثمانون، لكن لم يتمكن من الوصول إلى القائمة النهائية.

## القصة
تدور الأحداث في شمال العراق عام 2003، بعد مرور ثلاثة أسابيع على سقوط صدام حسين، حول قصة أحمد، الفتى الكردي الذي يبلغ من العمر 12 عام ويعيش مع جدته، التي تسمع أن بعض أسرى الحرب وجدوا أحياء في الجنوب، فتقرر أن تعرف مصير ابنها المفقود، والد أحمد، الذي لم يعد إلى منزله قط منذ حرب الخليج الثانية عام 1991. وطول الرحلة من جبال الشمال إلى سهول مدينة بابل كانا يستوقفا العربات ليركبوا مجانًا متطفلين على الأغراب، والتقيا بالكثير من الرحالة مثلهم، الذين يقومون برحلات مشابهة. فأخذ أحمد يتبع خطى منسية لأبٍ لم يعرفه قط محاولاً فهم ما تبحث عنه جدته، وأثناء الرحلة، ينمو الولد وينضج.

## الممثلون
- شازادا حسين بدور أم إبراهيم.
- ياسر طالب بدور أحمد.
- بشير الماجد بدور موسى.
- صالح عبد الرحمن فارهاد بدور محمود.
- كفايا داخي كريم بدور والدة فاطيمة.
- محمد حسين جابرا بدور قاسم.
- هيثم عباس.
- يزي حسين حسون.
- اسماعيل المطري.
- رعد أزوير.
- سيد حسين الموسوي.
- لطيف معوات الأسدي.
- رحيم راضي.
- برايان بوندز.
- بات لالي.[5]

## الإنتاج
يقول المخرج محمد الدراجي: «كنت أحضر لفيلمي الأول «أحلام» ببغداد، وبينما كنت أمشي في شارع الرشيد سمعت أخبار مفاجأة تُذاع على راديو قريب: «اكتُشفت مقابر جماعية بالقرب من بابل»، فتسمرت في مكاني. وجد في أول مجموعة من المقابر الجماعية 400 ألف جثة! لم تنج أية أسرة من أثر هذا الحادث الشنيع. وطار ذهني عائداً إلى ذكرى ابن عمي الذي فقدناه منذ 15 عام أثناء حرب الخليج، وعمتي التي لم تتلقى أي أخبار عنه إلى الآن. فأردت أن أصنع فيلمًا يربط جيليِّ العراق: "الجيل القديم" الغارق في المعاناة و"الجيل الجديد" الذي يحمل الأمل في المستقبل، وكان دافعي أن أجد نوعًا من السلام وسط ما عانت منه عمتي. أم تبحث عن ابنها الضائع، وابن في رحلة للبحث عن نفسه وعن والده، وكلاهما تائه في الصحراء بفعل عقود من الحرب والاحتلال". ويضيف الدراجي: "وخلال الأربع سنوات التالية لذلك الحادث بينما كنت أكتب وأحضر لفيلم ابن بابل، جمعت القصص المنسية لهؤلاء الذين مضوا، فاتضح أنني أصنع ما هو أكبر بكثير من مجرد فيلم. فاخترت أن أحكي قصة أم كردية لا تنتمي إلى جيلي محاولاً أن يكون هناك تقمص عاطفي بين الثقافتين اللتين سكنتا العراق. فكلاهما ضحية، كلاهما عاني الكثير، كلاهما أحس مرارة التيه، فتوحيد بلدي يجعلنا كيانًا واحدًا في ظل هذه المأساة، فلا يهم أصلك أو نسبك، وكان هدفي تحقيق العدل لضحايا الماضي، وبث الأمل في نفوس جيل المستقبل. لا تزال حتى الآن معظم الجثث التي وجدت مجهولة الهوية، وكلي أمل أن أكون قد نجحت من خلال نبش ماضي أسرة ومعاناتها جراء فقدان أحد أفرادها- في إبراز عملية الإبادة الجماعية المنكرة لمليون شخص مفقود في العراق والتي لم يُلقى عليها الضوء لكثير من السنوات. وأتمنى أن يكون هذا الفيلم بمثابة رسالة مدوية تجاه انتهاكات حقوق الإنسان، تعلن أننا لن نسمح بأن يحدث ذلك مرة أخرى. وبهذا الفيلم أردت أن أكشف الحقيقة وراء مصير جميع العراقيين المفقودين كي أبعث في نفوس العائلات والأشخاص الذين أحبهم مشاعر الغفران والسلام من أجل مستقبل أفضل».
الفيلم يمثل إنتاج مشترك بين شركة «بيراموفيز» التابعة لشركة "بيراميديا"، ومركز الإنتاج السينمائي (فلسطين)، وSunny Land Film التابعة لراديو وتلفزيون العرب (مصر).

## روابط خارجية
- ابن بابل على موقع IMDb (الإنجليزية)
- ابن بابل على موقع روتن توميتوز (الإنجليزية)
- ابن بابل على موقع نتفليكس (الإنجليزية)
- ابن بابل على موقع قاعدة بيانات الأفلام العربية
- ابن بابل على موقع ألو سيني (الفرنسية)
- ابن بابل على موقع Turner Classic Movies (الإنجليزية)
- ابن بابل على موقع أول موفي (الإنجليزية)
- ابن بابل على موقع فيلمافينيتي (الإسبانية)
- ابن بابل على موقع قاعدة بيانات الفيلم (الإنجليزية)
- ابن بابل على موقع ليتربوكسد (الإنجليزية)